# Молочанська міська рада
Молоча́нська міська́ ра́да — орган місцевого самоврядування Молочанської міської громади в Пологівському районі Запорізької області.

## Загальні відомості
Молочанська міська рада утворена в 1923 році.

## Склад ради
Рада складається з 30 депутатів та голови.
- Голова ради: Вольвач Володимир Олександрович
- Секретар ради: Синиця Наталія Вікторівна

### Керівний склад попередніх скликань
| Прізвище, ім'я, по батькові     | Основні відомості                                                       | Дата обрання | Дата звільнення |
| ------------------------------- | ----------------------------------------------------------------------- | ------------ | --------------- |
| Смердов Анатолій Григорович     | Міський голова, 1948 року народження, безпартійний                      | 26.03.2006   | 31.10.2010      |
| Вольвач Володимир Олександрович | Міський голова, 1985 року народження, освіта вища, член Партії регіонів | 31.10.2010   | 25.10.2015      |
| Вольвач Володимир Олександрович | Міський голова, 1985 року народження, освіта вища, безпартійний         | 25.10.2015   |                 |

Примітка: таблиця складена за даними сайту Верховної Ради України

### Депутати
За результатами місцевих виборів 2010 року депутатами ради стали:

#### За суб'єктами висування
| Суб'єкт висування                                       | Кількість обраних депутатів | %    |
| ------------------------------------------------------- | --------------------------- | ---- |
| Партія регіонів                                         | 21                          | 70   |
| Політична партія «Сильна Україна»                       | 4                           | 13,3 |
| Народна партія                                          | 2                           | 6,7  |
| Політична партія Всеукраїнське об'єднання «Батьківщина» | 2                           | 6,7  |
| Комуністична партія України                             | 1                           | 3,3  |

#### За округами
| № округу                                                | Прізвище, ім'я, по батькові      | Дата визнання обраним | Освіта  | Партійна приналежність                        | Відомості про обраного депутата                                                                                        |
| ------------------------------------------------------- | -------------------------------- | --------------------- | ------- | --------------------------------------------- | --- |
| Комуністична партія України                             |                                  |                       |         |                                               | |
| б/м                                                     | Сологуб Раїса Михайлівна         | 26.02.2013            | вища    | член Комуністичної партії України             | пенсіонер |
| Народна Партія                                          |                                  |                       |         |                                               | |
| б/м                                                     | Савченко Сергій Анатолійович     | 03.11.2010            | вища    | член Народної партії                          | ПТУ-55 м. Молочанськ, заступник директора                                                                              |
| б/м                                                     | Ковалевський Григорій Григорович | 03.11.2010            | вища    | член Народної партії                          | Молочанське ремонтне підприємство ВАТ ВО «ЗССР», генеральний директор                                                  |
| Партія регіонів                                         |                                  |                       |         |                                               | |
| б/м                                                     | Чуєв Сергій Васильович           | 03.11.2010            | вища    | член Партії регіонів                          | комунальна установа «Молочанський дитячий санаторій» Запорізької обласної ради, головний лікар                         |
| б/м                                                     | Ковальов Денис Сергійович        | 03.11.2010            | вища    | член Партії регіонів                          | Токмацька районна державна адміністрація, начальник відділу                                                            |
| б/м                                                     | Чорна Людмила Олександрівна      | 03.11.2010            | вища    | член Партії регіонів                          | Молочанська № 1 спеціалізована школа I-III ст., директор                                                               |
| б/м                                                     | Лаба Ірина Іванівна              | 03.11.2010            | вища    | член Партії регіонів                          | дошкільний навчальний заклад «Ромашка», завідувачка                                                                    |
| б/м                                                     | Доценко Ольга Богданівна         | 03.11.2010            | вища    | член Партії регіонів                          | дошкільний навчальний заклад «Тополька», завідувачка                                                                   |
| б/м                                                     | Бочарова Марина Миколаївна       | 03.11.2010            | вища    | член Партії регіонів                          | управління соціального захисту населення Токмацької районної державної адміністрації, заступник начальника             |
| б/м                                                     | Доценко Тетяна В'ячеславівна     | 03.11.2010            | вища    | член Партії регіонів                          | комунальна установа «Молочанський дитячий санаторій» Запорізької обласної ради, начальник планово-економічного відділу |
| б/м                                                     | Пранова Валентина Василівна      | 03.11.2010            | вища    | член Партії регіонів                          | комунальний заклад Молочанська районна лікарня Запорізької обласної ради, головний лікар                               |
| 1                                                       | Гламоздіна Надія Анатоліївна     | 03.11.2010            | вища    | член Партії регіонів                          | ВАТ «Плодорозсадник Молочанський», головний бухгалтер                                                                  |
| 2                                                       | Ткаченко Олександр Вікторович    | 03.11.2010            | вища    | член Партії регіонів                          | ДНЗ «Молочанський професійний аграрний ліцей», викладач                                                                |
| 3                                                       | Гуртова Олена Олександрівна      | 03.11.2010            | вища    | член Партії регіонів                          | КУ «Молочанський дитячий санаторій», вчитель                                                                           |
| 4                                                       | Маркуш Ірина Володимирівна       | 03.11.2010            | вища    | член Партії регіонів                          | Токмацький професійний ліцей, головний бухгалтер                                                                       |
| 5                                                       | Пащина Любов Федорівна           | 03.11.2010            | вища    | член Партії регіонів                          | приватний підприємець                                                                                                  |
| 6                                                       | Синиця Наталія Вікторівна        | 03.11.2010            | вища    | член Партії регіонів                          | Молочанська міська рада, секретар                                                                                      |
| 7                                                       | Шевченко Олександр Володимирович | 03.11.2010            | вища    | член Партії регіонів                          | ДНЗ «Молочанський професійний аграрний ліцей», майстер виробничого навчання                                            |
| 8                                                       | Ярошевський Володимир Борисович  | 24.02.2013            | вища    | член Партії регіонів                          | ПАТ «Плодорозсадник „Молочанський“», генеральний директор                                                              |
| 9                                                       | Баглай Олена Вікторівна          | 03.11.2010            | вища    | член Партії регіонів                          | КУ «Молочанська психіатрична лікарня», заступник головного бухгалтера                                                  |
| 11                                                      | Шпайхер Ольга Романівна          | 03.11.2010            | середня | член Партії регіонів                          | КУ «Молочанська психіатрична лікарня», шеф-кухар                                                                       |
| 12                                                      | Ярошенко Тетяна Яківна           | 03.11.2010            | середня | член Партії регіонів                          | приватний підприємець                                                                                                  |
| 13                                                      | Євтушенко Валентина Іванівна     | 03.11.2010            | вища    | член Партії регіонів                          | Молочанська загальноосвітня школа-інтернат, заступник директора                                                        |
| 15                                                      | Ляшенко Сергій Васильович        | 03.11.2010            | вища    | член Партії регіонів                          | Приватне підприємство «Алексер ТТС», інженер-землевпорядник                                                            |
| Політична партія Всеукраїнське об'єднання «Батьківщина» |                                  |                       |         |                                               | |
| б/м                                                     | Назаренко В'ячеслав Вікторович   | 03.11.2010            | середня | член Всеукраїнського об'єднання «Батьківщина» | Молочанська міська рада, водій                                                                                         |
| б/м                                                     | Кривобокова Надія Станіславівна  | 03.11.2010            | вища    | член Всеукраїнського об'єднання «Батьківщина» | Молочанська міська рада, головний бухгалтер                                                                            |
| Політична партія «Сильна Україна»                       |                                  |                       |         |                                               | |
| б/м                                                     | Бібілашвілі Лері Валер'янович    | 03.11.2010            | вища    | член Політичної партії «Сильна Україна»       | ТОВ «Таврійський виробничий комбінат»., головний інженер                                                               |
| б/м                                                     | Матвійчук Валерій Володимирович  | 03.11.2010            | вища    | член Політичної партії «Сильна Україна»       | приватний підприємець                                                                                                  |
| 10                                                      | Пузанов Максим Анатолійович      | 03.11.2010            | середня | член Політичної партії «Сильна Україна»       | приватний підприємець                                                                                                  |
| 14                                                      | Шишкіна Катерина Федорівна       | 03.11.2010            | вища    | член Політичної партії «Сильна Україна»       | Молочанська загальноосвітня школа-інтернат, вчитель                                                                    |